# 藤沢あおい
藤沢 あおい（ふじさわ あおい、1999年4月19日 - ）は、日本で活動していた子役、ジュニアモデル。
東京都出身。2008年6月からチャームキッズでレッスンを受けた後、2010年4月にSTRIKE PLANNING & PROMOTIONへ移籍した。

## 出演

### テレビ番組
- ヒミツのちからんど（2010年4月 - 2011年3月、NHK） - レギュラー

### CM
- キャラぱふぇ（アスキー・メディアワークス）
- かみのけチョッキン美容師さんごっこ（パルボックス）
- 週刊CHINTAI（賃貸住宅ニュース社）
- かいけつゾロリ ビンゴローゲーム（バンダイ）

## モデル活動

### 雑誌
- 関西FamilyWalker '08秋号（角川クロスメディア）
- キャラぱふぇ（アスキー・メディアワークス）

### 広告
- アルマード ラ ディーナ（ディノス・セシール）
- 進研ゼミ中学講座 ニガテ解消スピード5（ベネッセコーポレーション）

### カタログ
- 新・キレイ！ピクサスのひみつ（キヤノン）